# Rohrhaldenbach
Der Rohrhaldenbach ist ein rechter Zufluss des Neckars in Kiebingen bei Rottenburg am Neckar im baden-württembergischen Landkreis Tübingen.
Der Rohrhaldenbach entspringt rund eineinhalb Kilometer südwestlich des Rottenburger Stadtteils Kiebingen in einer Klinge im Rammert. Von der Quelle bis zur Mündung hat der Rohrhaldenbach eine Länge von rund drei Kilometern mit einer Höhendifferenz von rund 130 Metern. Er erreicht den Rottenburger Stadtteil Kiebingen aus südlicher Richtung. Das Dorf durchfließt der Rohrhaldenbach verdolt, ehe er beim Sportgelände wieder zu Tage tritt. Danach fließt er noch ungefähr einen Kilometer in nordöstliche Richtung und mündet schließlich nahe der Rottenburger Kläranlage in den Neckar.

## Kloster Rohrhalden
Bis zur Säkularisation gab es in Kiebingen das Paulinerkloster Rohrhalden. Das Klostergebäude wurde nach der Säkularisation abgerissen.